# 小隐滑刃线虫
小隐滑刃线虫（学名：Cryptophelenchus minutus），舊作Bursaphelenchus minutus，是一種會侵害松樹的線蟲，滑刃科隐滑刃线虫属的一种线虫。

## 參看
- 攜播